# Brady Quinn
Brayden Tyler Quinn, detto Brady (Columbus, 27 ottobre 1984), è un giocatore di football americano statunitense.
Fu scelto nel corso del primo giro (22º assoluto) del Draft NFL 2007 dai Cleveland Browns. Al college giocò a football all’Università di Notre Dame.

## Carriera professionistica

### Cleveland Browns
Quinn fu scelto nel corso del primo giro del Draft 2007 dai Cleveland Browns. Nella sua stagione da rookie disputò una sola partita, completando 3 passaggi su 8 tentativi. Nella stagione successiva disputò tre partite, tutte come titolare, passando due touchdown e subendo due intercetti. Nel 2009 disputò l'unica stagione in cui fui stabilmente titolare coi Browns, lanciando 8 touchdown e subendo 7 intercetti. La sua gara migliore la disputò nella settimana 11 contro i Detroit Lions quando passò 304 yard e 4 touchdown. Brady perse le ultime due gare della stagione a causa di un infortunio.

### Denver Broncos
Il 14 marzo 2010, Quinn fu scambiato con Broncos. In due anni trascorsi in Colorado, il giocatore non entrò mai in campo, essendo stato prima la riserva di Kyle Orton nel 2010 e poi di Tim Tebow nel 2011.

### Kansas City Chiefs
Quinn firmò coi Kansas City Chiefs il 17 marzo 2012 e il 27 agosto si assicurò il ruolo di prima riserva del titolare Matt Cassel. Dopo due stagioni senza mettere piede in campo, Quinn entrò in campo il 7 ottobre 2012 dopo che Cassel soffrì una commozione cerebrale contro i Baltimore Ravens. L'11 ottobre 2011, Cassel fu dichiarato non abile a prendere parte alla gara della settimana 6 contro i Tampa Bay Buccaneers, in cui Brady disputò la prima partita come titolare coi Chiefs in cui passò 180 yard e subì due intercetti nella sconfitta.
Malgrado Cassel si fosse ristabilito, Quinn partì come titolare anche nel match successivo contro gli Oakland Raiders ma dopo pochi minuti si infortunò venendo costretto a lasciare la gara. Quinn tornò a partire come titolare nella settimana 12 nella sconfitta coi Broncos in cui passò 126 yard e subì un intercetto.
Nella settimana 13 i Chiefs interruppero una serie negativa di 8 sconfitte consecutive contro i Carolina Panthers con Quinn che disputò un'ottima prestazione completando 19 passaggi su 23 per 201 yard e 2 touchdown.

### Seattle Seahawks
Il 9 aprile 2013, Quinn superò Matt Leinart, Tyler Thigpen e Seneca Wallace per il posto di quarterback di riserva di Russell Wilson ai Seattle Seahawks. Dopo essere stato superato a sua volta durante la pre-stagione da Tarvaris Jackson nelle gerarchie della squadra, il 31 agosto fu svincolato.

### New York Jets
Il 2 settembre 2013, Quinn firmò coi New York Jets. Il 21 ottobre 2013 fu svincolato.

### St. Louis Rams
Il 23 ottobre 2013, dopo l'infortunio del quarterback titolare Sam Bradford, Quinn firmò con i St. Louis Rams, senza scendere mai in campo.

### Miami Dolphins
L'11 agosto 2014, Quinn firmò coi Miami Dolphins.

## Palmarès
- Maxwell Award (2006)

## Statistiche
|      | Passaggi           | Passaggi | Passaggi | Passaggi | Passaggi | Passaggi | Passaggi | Passaggi | Passaggi | Passaggi | Passaggi |
| Anno | Squadra            | P        | Ten      | Comp     | %        | Yard     | Media    | TD       | Int      | Rat      |          |
| ---- | ------------------ | -------- | -------- | -------- | -------- | -------- | -------- | -------- | -------- | -------- | -------- |
| 2007 | Cleveland Browns   | 1        | 8        | 3        | 37,5     | 45       | 5,6      | 0        | 0        | 56,8     |          |
| 2008 | Cleveland Browns   | 3        | 89       | 45       | 50,6     | 518      | 5,8      | 2        | 2        | 66,6     |          |
| 2009 | Cleveland Browns   | 10       | 256      | 136      | 53,1     | 1.339    | 5,2      | 8        | 7        | 67,2     |          |
| 2010 | Denver Broncos     | 0        | 0        | 0        | 0        | 0        | 0        | 0        | 0        | 0        |          |
| 2011 | Denver Broncos     | 0        | 0        | 0        | 0        | 0        | 0        | 0        | 0        | 0        |          |
| 2012 | Kansas City Chiefs | 10       | 197      | 112      | 56,9     | 1.141    | 5,8      | 2        | 8        | 60,1     |          |
| 2013 | New York Jets      | 0        | 0        | 0        | 0        | 0        | 0        | 0        | 0        | 0        |          |
| 2013 | St. Louis Rams     | 0        | 0        | 0        | 0        | 0        | 0        | 0        | 0        | 0        |          |
|      | Career             | 24       | 550      | 296      | 53,8     | 3.043    | 5,5      | 12       | 17       | 64,4     |          |